# Argol
Argol är en kommun i departementet Finistère i regionen Bretagne i västra Frankrike. Kommunen ligger i kantonen Crozon som tillhör arrondissementet Châteaulin. År 2022 hade Argol 1 043 invånare.

## Befolkningsutveckling
Antalet invånare i kommunen Argol
Referens:INSEE